# Parafia Wniebowzięcia Najświętszej Maryi Panny w Ćmielowie
Parafia pw. Wniebowzięcia Najświętszej Maryi Panny w Ćmielowie – parafia rzymskokatolicka znajdująca się w diecezji sandomierskiej w dekanacie Ożarów. Mieści się przy ulicy Ostrowieckiej.

## Zasięg parafii
Do parafii należą wierni z miejscowości: Borownia (6 km), Brzóstowa (1 km), Ćmielów, Czarna Glina (6 km), Glinka (4 km), Grójec (2-3 km), Jastków (3 km), Krzczonowice (4 km), Łysowody (5 km), Małachów (3 km), Piaski Brzóstowskie (2,5 km), Podgrodzie (4 km), Smyków (5 km), Wola Grójecka (3 km) i Wólka Wojnowska (4 km)

## Historia parafii
Brak źródeł historycznych uniemożliwia podanie dokładnej daty powstania parafii Ćmielów. Sam kościół został zbudowany w początkach XIV wieku, choć według ks. Jana Wiśniewskiego pierwotnie świątynia mogła powstać już w końcu XIII stulecia. 1313 jako datę budowy kościoła podaje również inwentarz z XVIII wieku. Z tymi właśnie datami budowy kościoła należy łączyć powstanie parafii, która została erygowana przed 1326 rokiem.

## Figurki, krzyże i kapliczki na terenie parafii
Na terenie parafii znajdują się następujące figurki, krzyże i kapliczki:
- Kapliczka przy ul. Zamkowej z połowy XIX wieku[3],
- Kapliczka z rzeźbą św. Jana Nepomucena na ulicy Opatowskiej (droga do Krzczonowic), odnowiona w 2008 roku po dokonanej kilka lat wcześniej dewastacji przez chuliganów,
- Figura świętego Floriana z 1704 roku na rynku, ufundowana przez małżeństwo Gajewskich. Odnowiona przez Bartłomieja i Małgorzatę Myśliwskich 4 maja 1906 roku. Najnowsza renowacja przeprowadzona została w 2011 roku.
- Figurka Chrystusa Frasobliwego i NMP Niepokalanej na skrzyżowaniu ul. Sandomierskiej i ul. Długiej,
- Figurka Chrystusa Frasobliwego na Podgrodziu,
- Dwa krzyże na skrzyżowaniu ul. Sandomierskiej i ul. Kolejowej. Pierwszy z nich drewniany z datami: 11 XI 1918, 11 XI 1983, a drugi murowany z 23 września 1884 roku fundacji Piotra i Tekli Starzomskich, odnowiony 23 września 1984 roku.
- Figurka NMP Niepokalanej na skrzyżowaniu ul. Ostrowieckiej i Raciborskiego. Najprawdopodobniej wzniesiona 3 września 1910 roku. Jest to data przypuszczalna, gdyż napisy nie są do końca czytelne.
- Figurka NMP Niepokalanej stojąca mniej więcej w połowie drogi między Ćmielowem a Krzczonowicami. Figura usytuowana jest z lewej strony szosy, za przydrożnym rowem jadąc od strony Ćmielowa. Fundatorem tej oto figurki jak wynika z napisu znajdującego się na postumencie byli Jan i Wiktorya (pisownia oryginalna) z Wiaków Krawczykowie. Data fundacji to 8 czerwca 1854 roku. Wykonawcą tej figury był mieszkaniec Ćmielowa o nazwisku Dobrowolski. Imię jest nie czytelne. Postument zawiera również datę 1904, niestety nie jest napisane co mogła ona upamiętniać.
- Figurka NMP Niepokalanej znajdująca się po prawej stronie drogi wojewódzkiej nr 755 na początku wsi Brzóstowa jadąc od strony Ćmielowa. Figura ta została ufundowana ze składek mieszkańców Brzóstowej.
- Krzyż stojący po lewej stronie drogi wojewódzkiej nr 755 tuż przed wjazdem do Ćmielowa od strony Ostrowca Świętokrzyskiego. Krzyż został wystawiony w święto Podwyższenia Krzyża Świętego 1865 roku. Postument z krucyfiksem został zdewastowany w grudniu 1998 roku, przez jadący samochód. Odbudowy dokonał w czerwcu 2009 roku mieszkaniec Ćmielowa, Józef Nowak.
- Krzyż stojący przy ul. Ostrowieckiej (obok dzwonnicy), ufundowany przez Stanisława Pochylscy (nazwisko słabo czytelne) 30 października 1849 roku.
- Krzyż Katyński stojący przy ul. Ostrowieckiej (obok dzwonnicy) powstały z inicjatywy Józefa Nowaka mieszkańca Ćmielowa. Monument jest poświęcony zamordowanym przez NKWD mieszkańcom miasta oraz ofiarom katastrofy smoleńskiej[4]

## Duszpasterze

### Proboszczowie pracujący w parafii[5]
- ks. Antonio Galangani (od 1696)
- ks. Kazimierz Dziewulski
- ks. Szymon Czerwiński (od 1792)
- ks. Antoni Dębowski (od 1840)
- ks. Kacper Kotkowski (od 1844)
- ks. Antoni Rokicki (od 1866)
- ks. Kasper Zielonka (od 1909)
- ks. Antoni Kasprzycki (od 1920)
- ks. Jan Węglicki (od 1932)
- ks. Stanisław Dudziński (od 1938)
- ks. Franciszek Chlebny (od 1962)
- ks. Juliusz Chyżewski (od 1967)
- ks. Władysław Stański – kanonik (od 1987 do 19 stycznia 2013)[6]
- ks. Czesław Gumieniak - (od 27 stycznia 2013)

### Wikariusze pracujący w parafii
- ks. Włodzimierz Sedlak (od 1935)
- ks. Stanisław Czachor (od 1992)
- ks. Krzysztof Barański (od 1993)
- ks. Robert Zacharz (od 1999)
- ks. Ryszard Sałek (od 2001)
- ks. Marek Drabik (od 2007 do 2008)
- ks. Jerzy Skimina (od 2007 do 2009)
- ks. Stanisław Szuba (od 2008 do 2013)
- ks. Piotr Rej (od 2009 do 2014)
- ks. Wojciech Zając (od sierpnia 2013 do 2016)
- ks. Marcin Czajka (od 1 lipca 2014 do 2017)[7]
- ks. Tomasz Zdyb (od 2016 do 2018)
- ks. Tomasz Zych (od 2017)
- ks. Jacek Kiszka (od 2018)
- ks. Paweł Marek (od 2019)

## Zakony
Na terenie parafii znajduje się Dom zakonny Zgromadzenia Służebnic Najświętszego Serca Jezusowego

## Cmentarz parafialny wraz z kaplicą Długoszewskich

### Historia
Cmentarz parafialny znajduje się w odległości 270 metrów od kościoła przy ulicy Zacisznej. Powstał on inicjatywy proboszcza ks. Szymona Czerwińskiego i kanclerza wielkiego koronnego Jacka Małachowskiego w 1807 roku. Powodem takiej decyzji były względy sanitarne, gdyż do końca XVIII wieku zmarłych grzebano zgodnie ze zwyczajem na placu wokół kościoła.
Obiektem godnym uwagi jest znajdująca się tam kaplica, ufundowana przez Magdalenę i Józefa Długoszewskich, a także obywateli Ćmielowa w 1835 roku. Pół wieku później Tekla i Piotr Starzomscy dobudowali kruchtę, a także dokonali renowacji kaplicy. Los nie był jednak łaskawy dla tego obiektu. W 1899 roku spalił się dach w wyniku uderzenia pioruna. Generalny remont odbył się sześć lat później, tj. w 1905 roku. Wtedy to wymieniono okna, posadzkę, a ściany ozdobiono malowidłami. Kaplica otrzymała również organy, a także kamienny ołtarz z krzyżem. Na zachodniej ścianie kaplicy znajduje się Krzyż Pamięci Narodowej u stóp którego umieszczono porcelanowe tabliczki z nazwiskami poległych żołnierzy Armii Krajowej, a także Mariana Raciborskiego i ks. Kacpra Kotkowskiego. Ten obiekt sakralny praktycznie od samego początku otrzymał przywilej na odprawianie nabożeństw dzięki staraniom ówczesnego proboszcza ks. Szymona Czerwińskiego. Obecnie nabożeństwa odbywają się w Uroczystość Wszystkich Świętych 1 listopada.
Oprócz kaplicy na cmentarzu parafialnym znajdują się zabytkowe nagrobki z końca oraz przełomu XIX i XX wieku.

### Architektura
Główny korpus kaplicy Długoszewskich ma kształt ośmioboku opasanego neogotyckimi ostrołukowymi arkadami wspierającymi się na potężnych, krótkich filarach. Nawa przykryta jest kopułą.